# Ardjuna ariana
Ardjuna ariana är en fjärilsart som beskrevs av Ulrich Roesler och Kuppers 1979. Ardjuna ariana ingår i släktet Ardjuna och familjen mott. Inga underarter finns listade i Catalogue of Life.